# Carrhotus albolineatus
Carrhotus albolineatus är en spindelart som först beskrevs av Carl Ludwig Koch år 1846.  Carrhotus albolineatus ingår i släktet Carrhotus och familjen hoppspindlar. Inga underarter finns listade.